# در برش
در برش (به انگلیسی: In the Cut) فیلمی رومانتیک اروتیک محصول سال ۲۰۰۳ و به کارگردانی جین کمپیون است. در این فیلم بازیگرانی همچون مگ رایان، مارک روفالو، جنیفر جیسن لی، نیک دامیچی، کوین بیکن ایفای نقش کرده‌اند.